# Хирте, Кристиан
Кристиан Хирте (* 23 мая 1976, Бад-Зальцунген, Тюрингия), немецкий политик, член партии Христианско-демократический союз Германии (ХДС). С 2008 года является депутатом Бундестага Германии.

## Жизнь и карьера
После завершения среднего образования в 1994 году Хирте прошел обязательную военную службу. В 1995 году поступил в Университет им. Фридриха Шиллера в Йене и изучал правоведение, в 2001 окончил его, получив юридическое образование и сдав первый государственный экзамен. Во время учебы с 1997 по 2001 год он был стипендиатом Фонда имени Конрада Аденауэра. В 2003 году он сдал второй государственный экзамен, как референдар, т.е. кандидат на занятие должности на государственной службе.  С 2004 года он работал юристом. В 2006 и 2007 годах он работал преподавателем экономического права в университете города Фулда. В 2010 году он получил статус юриста, специализирующегося на  налоговом праве. Кристиан Хирте — католик, женат, отец двух дочерей.

## Партия
В 1993 году Хирте вступил в Молодёжный союз Германии и с 1999 по 2005 годы был председателем Молодёжного Союза округа Вартбург. С 2003-2007 годы он был первым заместителем председателя Молодёжного Союза федеральной земли Тюрингии, и с 2007 по 2009 годы являлся его казначеем. В 1995 году Хирте вступил в ХДС, с 1999 года являлся членом правления ХДС Бад Зальцунгена (Bad Salzungen), а с 2005 года председателем ХДС Бад Зальцунгена–Леймбаха (Bad-Salzungen-Leimbach). Кроме того, с 2005 года Хирте является членом регионального комитета по экономике, технологии и труду ХДС Тюрингии, а с 2006 по 2010 год — председателем объединения малого и среднего бизнеса Бизнес Ассоциации (MIT) округа Айзенах-Вартбург. В 2010 году он был избран председателем ХДС округа Вартбург.

## Депутат
С 2008 года Хирте является членом Бундестага Германии. В настоящее время[уточнить] он является членом комитета по туризму, комитета по защите окружающей среды, охране природы и безопасности ядерных реакторов, заместителем члена комитета обороны. В течение 16-го выборного периода он руководил фракцией ХДС/ХСС в подкомитете Нойе медиа, а также был членом комиссии 2-го следственного комитета относительно Hypo Real Estate (HRE), в котором Хирте представлял фракцию ХДС/ХСС.
В своем родном городе Бад Зальцунген Хирте с 2004 по 2009 год являлся членом городского совета. С 2009 года он является членом областного совета округа Вартбурга и общины Тифенорта.
В период парламентских выборов в 2009 году Хирте победил в федеральном округе Айзенах-Вартбург - Унструт-Хайних, округ II, и получил прямой мандат от ХДС.